# Himalrandia
Himalrandia, biljni rod iz porodice broćevki raširen od Afganistana na istok do središnje Kine. Filogenetski položaj neizvjestan.
Sastoji se od dvije vrste grmova, od kojih je jedna kineski endem

## Vrste
1. Himalrandia lichiangensis (W.W.Sm.) Tirveng.; Kina
2. Himalrandia tetrasperma (Wall. ex Roxb.) T.Yamaz.

## Sinonimi
- Hyperanthus Harv. & Sond.; Fl. Cap. 3: 6 (1864)